# Ning, Qingyang
Ning, tidigare stavat Ninghsien, är ett härad inom Qingyangs stad på prefekturnivå i provinsen Gansu i nordvästra Kina.
Ning är indelat i 14 köpingar och fyra socknar.
Köpingar (zhen):

- Changqingqiao (长庆桥镇)
- Chunrong (春荣镇)
- Hesheng (和盛镇)
- Jiaocun (焦村镇)
- Liangping (良平镇)
- Miqiao (米桥镇)
- Panke (盘克镇)
- Pingzi (平子镇)
- Taichang (太昌镇)
- Xiangle (湘乐镇)
- Xinning (新宁镇)
- Xinzhuang (新庄镇)
- Zaosheng (早胜镇)
- Zhongcun (中村镇)

Socknar (xiang):

- Jincun (金村乡)
- Jiuxian (九岘乡)
- Nanyi (南义乡)
- Waxie (瓦斜乡)